# Pavlov (glasbena skupina)
Pavlov je tričlanska slovenska glasbena skupina, ki je nastala leta 2017. Izvajajo indie rock, post-punk revival glasbo. Skupino sestavljajo Marcel Kralj (vokal, kitara), Domen Malis (bobni) in Miha Medvešek (bas kitara). Novembra 2018 so izdali prvo skladbo »Konji že jočejo«, temu sta sledili pesmi »Lov«, ki jo je skupina objavila februarja 2019, ter »Soviet«, izdan aprila 2019. Za četrto skladbo »Stolpi« (april 2020) so posneli svoj prvi videospot, skladba je bila dobro sprejeta s strani občinstva in si tudi prislužila naziv komad tedna na radiu Terminal. Po singlu »Odboj«, ki je bil predstavljen v začetku leta 2021, se je zasedba vrnila v studio in dokončala svoj debitantski dolgometražni album Predor, ki je izšel 25. novembra 2021.

## Člani
- Marcel Kralj — vokal, kitara
- Domen Malis — bobni
- Miha Medvešek — bas kitara

## Diskografija

### Studijski albumi
- Predor (2021)

### Singli
| Leto | Naslov                 | Album  |
| ---- | ---------------------- | ------ |
| 2018 | Konji že jočejo        | Predor |
| 2019 | Lov                    | Predor |
| 2019 | Soviet                 | Predor |
| 2020 | Stolpi                 | Predor |
| 2021 | Odboj                  | Predor |
| 2021 | Kormoran (Nisem moril) | Predor |

## Videospoti
- Stolpi[4]
- V ustih bleda[5]